# Hirsch haLevi Dudek
Hirsch haLevi Dudek (hebr./jid.: אדמו ר הירש הלוי דודעק הלוי) (ur. II poł. XIX w., zm. w Łabiszynie) – rabin. 
Założyciel jesziw w Kcyni – gdzie był rabinem – i w Łabiszynie. Był przeciwny ruchom chasydzkim.
Prawnuk Przewodniczącego Sądu Rabinicznego w Poznaniu rabina Icchaka haLeviego.
Pochowany na "starym" cmentarzu żydowskim w Łabiszynie – Obórznia, przy ul. 3 Maja.

## Wybrane prace
- Sefer haLevim Berlin 1892
- Halacha Lepzig 1898